# Яо (африканський народ)
Яо (ваяо, ачава, адсава, аява, айо, джао, жао, веайо, ваджао) — народ групи банту у Південній Африці.

## Територія проживання, чисельність, мова і релігія
Люди яо живуть на заході Малаві (1 млн чоловік) — на схід від озера Малаві до кордону з Мозамбіком, півдні Танзанії (0,4~0,53 млн чоловік), півночі Мозамбіку (0,2~0,54 млн чол.), Зімбабве.
Таким чином, загальна чисельність народу яо — понад 2 млн чоловік.
Мова яо — чияо належить до банту мов, має діалектне членування — амакале, масакінґа, манґочі, мвембе.
За релігією яо — мусульмани-суніти, християни (протестанти й католики), зберігається традиційна релігія. Біблію перекладено 1920 року.

## Історія, господарство і суспільство
Широке поширення мови й культури яо пов'язано з їх активною участю у період XVI—XIX століть у караванній посередницькій торгівлі прибережних суахілі з народами внутрішніх районів. Племена яо в цей період утворюють нестійкі державницькі союзи. З цієї причини величезний вплив на яо мають суахілі — наприклад, у Танзанії яо вживають орфографію, що базується на суахілі (на відміну від Малаві та Мозамбіка).
Основні традиційні заняття — підсічно-вогневе ручне землеробство (кукурудза, просо, сорго, батат, кеш'ю, арахіс; особливо цінується рис, який через природні умови вирощується в обмеженій кількості), при озерах та річках — рибна ловля, дрібну рогату худобу розводять виключно для власних потреб.
У ваяо були розвинуті видобування, виплавка й обробка заліза, виготовлення матерії з лика. Розвинуто відхідництво.
Ваяо живуть у селищах чисельністю бл. 75 — 100 мешканців, на чолі яких стоять традиційні селищні голови (правителі). Влада правителів спадкова, матрилінійна — зазвичай правителями стають первістки старших сестер. Після одруження чоловік вирушає у жінчине поселення.
Щороку відбуваються обряди ініціації — посвячення хлопчаків (9-10 річного віку) у чоловіки. Раніше такі церемонії пов'язувалися з духами предків, зараз мають мусульманське забарвлення.
Зберігаються родові групи, культ предків і сил природи.

## Джерело
- (рос.) Народы мира. Историко-этнографический справочник. — М.: «Советская энциклопедия», 1988.